# Козар Орест Григорович
Орест Григорович Козар (1 лютого 1959, Дрогобич) — радянський та український футболіст, що грав на позиції півзахисника і захисника. Відомий за виступами за низку українських клубів першої та другої ліг СРСР, завершив виступи у перехідній лізі українського футболу.

## Біографія
Орест Козар народився у Дрогобичі, де й розпочав займатися футболом. У 1977 році виступав за збірну УРСР серед школярів, яка виграла чемпіонат СРСР серед союзних республік. У тому ж 1977 році, на запрошення Мирона Маркевича, який фактично став граючим тренером луцького «Торпедо», Козар став гравцем луцького клубу, який цього року відновив виступи в другій лізі як профспілковий клуб, замінивши в лізі армійську команду СК «Луцьк». Хоча й перші виступи лучан під прапором «Торпедо» не були дуже вдалими, проте Орест Козар став одним із основних футболістів команди, зігравши в першому сезоні за луцький клуб 26 матчів, а в другому — 33 матчі. У 1979 році футболіст отримав запрошення до клубу першої ліги СРСР «Таврія» з Сімферополя, грав у ній протягом одного сезону. Пізніше Козар отримав запрошення до львівських «Карпат», проте нетривалий час перебував лише в дублі команди. У 1980 році футболіст перейшов до складу команди другої ліги «Нива» з Вінниці. Наступного сезону Орест Козар разом із командою став срібним призером чемпіонату УРСР з футболу, який проводився у рамках зонального турніру серед українських команд другої ліги СРСР. Проте через фінансові причини гра вінницької команди в наступному сезоні погіршилась, що призвело до відходу головного тренера з команди. Орест Козар грав у команді до 1983 року, а з наступного сезону грав уже за іншу команду другої ліги — «Прикарпаття» з Івано-Франківська. У 1985 році Козар зіграв один матч за хмельницьке «Поділля». Далі футболіст тривалий час грав у складі спочатку аматорського клубу «Авангард» із Жидачева, який після проголошення незалежності України кілька років грав у перехідній лізі українського футболу. Завершив виступи на футбольних полях Орест Козар у складі аматорської команди «Цементник» з Миколаєва.

## Досягнення
- Срібний призер Чемпіонату УРСР (1) : 1981